# 1,2-ethaandiol
Ethaan-1,2-diol (oude naamgeving: 1,2-ethaandiol) (meestal aangeduid als ethyleenglycol, etheenglycol of kortweg glycol) is een alcohol met als brutoformule C2H6O2. De stof komt voor als een kleurloze en viskeuze vloeistof met een zoete smaak, die in alle verhoudingen mengbaar is met water. Technisch 1,2-ethaandiol bestaat meestal uit een mengsel van de oligomeren mono- (of 1,2-ethaandiol), di- en tri-ethyleenglycol.

## Synthese
1,2-ethaandiol wordt industrieel in grote hoeveelheden bereid door additie van water aan etheenoxide:
{\displaystyle {\ce {C2H4O + H2O -> C2H6O2}}}

## Toepassingen
1,2-ethaandiol wordt als antivriesmiddel gebruikt in onder andere radiateuren van auto's en in hydraulische remvloeistof. Een oplossing van 30% ethaandiol in water verlaagt het vriespunt ervan tot −15 °C. Polyethyleenglycol is een polymerisatieproduct van 1,2-ethaandiol. In medische toepassingen (zoals zetpillen) spreekt men meestal van macrogol.
Glycol is een grondstof voor zwavelmosterdgas, een verboden gifgas.
Kroonethers, zoals 18-kroon-6, zijn vaak cyclische penta- en hexameren van 1,2-ethaandiol.
In de organische chemie wordt 1,2-ethaandiol vaak toegepast om een cyclisch acetaal te vormen met een carbonylgroep. Op die manier wordt de carbonylgroep chemisch beschermd. Wanneer een keton in reactie wordt gebracht met 1,2-ethaandiol en een zure katalysator (typisch zwavelzuur of p-tolueensulfonzuur), zal het gevormde acetaal het oorspronkelijke carbonylkoolstofatoom beschermen tegen nucleofielen. Tijdens de reactie (een acetalisering) ontstaat water, waardoor een evenwichtsmengsel bekomen wordt. Om het evenwicht naar de zijde van het acetaal te verdrijven, wordt het water verwijderd uit het reactiemengsel via een azeotrope destillatie met tolueen, met behulp van een Dean-Stark-apparaat. Een voorbeeld van een dergelijke reactie is de acetalisering van isoforon:

## Toxicologie en veiligheid
1,2-ethaandiol is bij inwendig gebruik giftig omdat het in de lever door cytochroom P450 gemetaboliseerd wordt tot oxaalzuur. De dodelijke dosis voor een volwassene bedraagt ongeveer 100 ml, maar voor kinderen en dieren kan een veel lagere dosis al dodelijk zijn, terwijl juist zij door de zoete smaak geneigd zullen zijn glycol te drinken.

## 1,2-ethaandiol in de media
De stof kwam een aantal malen in het nieuws, onder andere in 1985 doordat Oostenrijkse wijnboeren het aan hun witte wijn toevoegden om deze hoger geclassificeerd te krijgen. De wijnboeren wilden het traaneffect bekomen dat zichtbaar is bij het walsen van betere en duurdere wijnen en te danken is aan het viskeuze glycerol. Men denkt trouwens onterecht dat het in deze zaak om het toevoegen van ethyleenglycol gaat, want er is gebleken dat de wijnboeren di-ethyleenglycol toegevoegd hadden. Ook in 1996 kwam 1,2-ethaandiol in de media, doordat een Nederlands bedrijf een lading met 1,2-ethaandiol vervuilde glycerine naar Haïti verkocht waar er hoestdrank van werd gemaakt, met fatale gevolgen voor 60 kinderen.
In 2013 kwam glycol in de media doordat het in grote hoeveelheden naar Syrië geëxporteerd was, en mogelijk gebruikt is als grondstof voor mosterdgas.

## Rups van de grote wasmot
De wetenschappers kwamen bij toeval tot de ontdekking dat deze rupsen glycol produceren na het eten van polyethyleen, toen ze de rupsen aantroffen in bijenkorven waarmee ze experimenten deden in hun laboratorium. Dat was op zich niet verrassend. De rupsen met de naam Galleria mellonella zijn in de natuur vaak in bijennesten te vinden, omdat ze bijenwas eten. Toen de onderzoekers de bijenkorven schoon wilden maken, gooiden ze alle rupsen in een plastic tasje. Maar tot hun verbazing zaten even later de tasjes vol gaten en hadden de diertjes zich een weg naar buiten gegeten.
Uit vervolgexperimenten bleek dat de rupsen in relatief hoog tempo plastic eten. Ze verteren de kunststof in hun maag en scheiden het uit als glycol. De wetenschappers hopen het verteringsproces uit de maag van rupsen uiteindelijk te kopiëren in hun laboratorium, zodat ze op grote schaal plastic kunnen afbreken tot glycol.
Later dat jaar werd de claim weersproken door onderzoekers.